# 1995年高雄國際暨區運馬拉松比賽
民國84年（1995年），為了配合該年在高雄市舉辦的台灣區運動會（簡稱高雄區運）的舉行，加上台北捷運正值施工期，籌辦馬拉松比賽的新單位中華民國路跑協會決議於高雄區運前兩週（1995年10月8日）在高雄市中山體育場—澄清湖的路線舉辦「1995年高雄國際暨區運馬拉松比賽（1995 Kaohsiung International Marathon）」。
由於本活動有慶豐集團的鼎力贊助，故當年的比賽也稱之為「1995年慶豐高雄國際暨區運馬拉松比賽（1995 Chinfon Kaohsiung International Marathon）」。而此項比賽，是台灣有史以來首度將國際級馬拉松比賽南下舉辦的例子。

## 試跑賽
在1995年8月20日，主辦的中華民國路跑協會為了要評估路線的狀況，特別在澄清湖一帶舉辦「1995年高雄國際暨區運馬拉松比賽試跑賽」，當時路線長度為13公里，繞行澄清湖1.5圈。

### 試跑賽成績
時間單位為：分'秒"毫秒
| 名次   | 男子組 | 男子組   | 女子組 | 女子組   |
| 第一名 | 簡招旺 | 36'59"42 | 李小娟 | 42'28"15 |
| 第二名 | 陳鄭雄 | 37'05"49 | 司桂美 | 43'52"60 |
| 第三名 | 張照農 | 37'06"89 | 吳嘉燕 | 45'30"36 |

## 公平性問題

### 計時爭議
雖然中華民國路跑協會與高雄市政府決議將區運的馬拉松比賽和高雄國際馬拉松比賽同時辦理，但是在計時成績部分，卻遭到區運田徑項目的執行單位中華民國田徑協會的抗議，抗議的起因，是田徑協會認為此項比賽的進行會影響區運馬拉松比賽的成績公正性。
後來經過高雄市政府教育局的協調後，高雄市政府、中華民國田徑協會、中華民國路跑協會達成了「同時進行，分開出發，並分開計時」的共識。也就是高雄區運馬拉松項目和高雄國際馬拉松同時進行，賽事最後正名為「1995年高雄國際暨區運馬拉松比賽」。
但是，這兩組同時進行的賽事是不合併的，將分開計時，且分開兩個區域出發，裁判也各自遴選合格的B級（區運）與A級（國際賽事）裁判，而國際馬拉松的比賽可以承認高雄區運參賽選手的成績。

### 路線丈量
歷年台灣地區舉辦的國際馬拉松比賽，無法通過IAAF認證的原因，大多都出自於里程數不足的狀況。
有鑑於此一教訓，加上五年前（1990年）高雄區運會也發生馬拉松比賽里程數不足的嚴重問題，因此，中華民國路跑協會在當年邀請了大陸籍的國際丈量員，也是當時在大陸北京醫科大學擔任教授的趙學鴻來參與這項比賽的丈量，以避免五年前的烏龍事件重演。

### 禁藥檢驗的實施
根據IAAF的國際田徑規則與國際反運動禁藥組織的規定，任何國際級單項運動競賽，只要登上國際認證，主辦單位有權利要求優勝者進行尿液檢驗。
但是主辦的中華民國路跑協會在比賽規章中，並未提及優秀選手必須實施尿液檢驗的狀況，導致部分跑者質疑公平性，因此是這項國際級馬拉松比賽的一大致命傷。

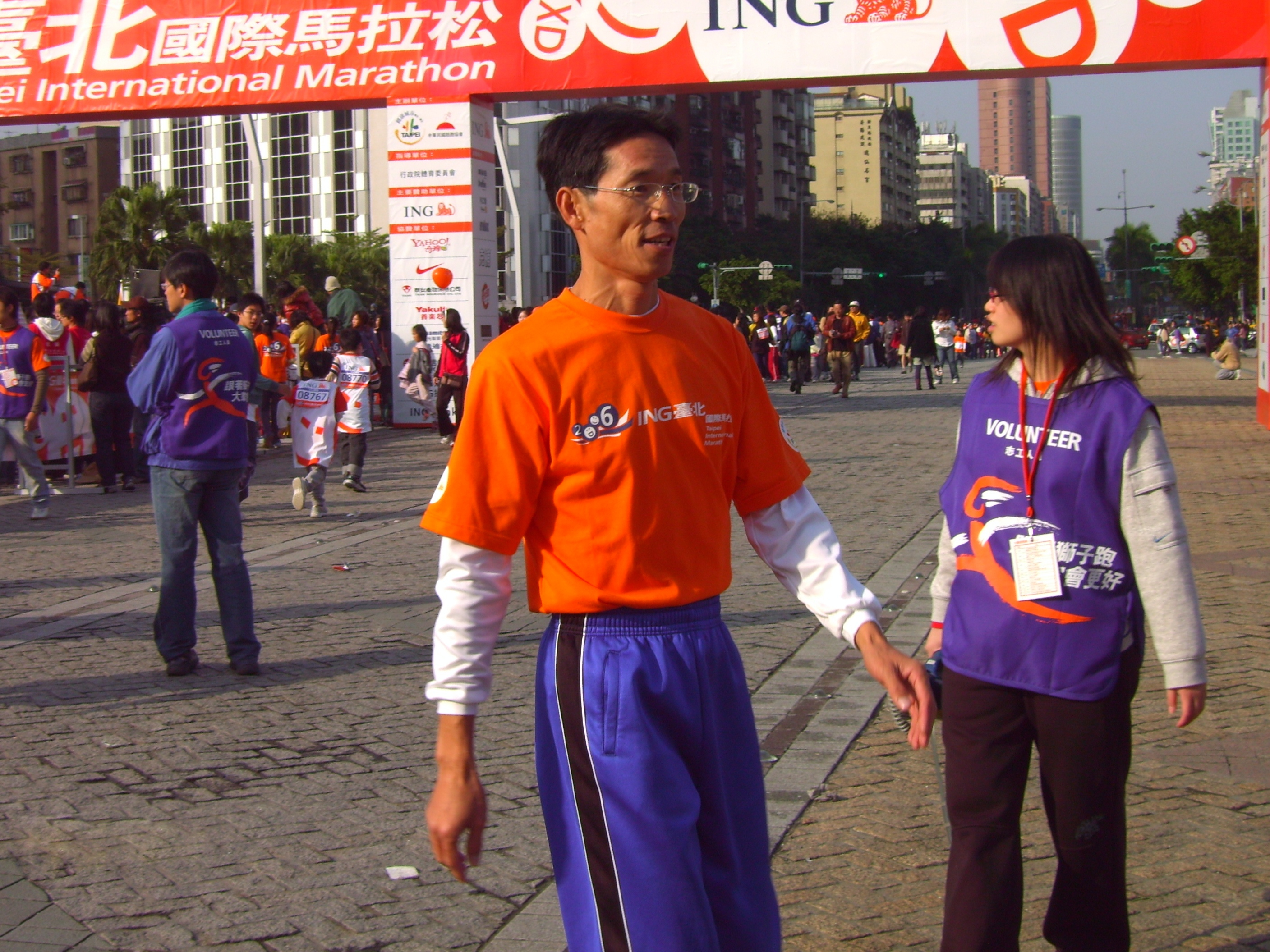
許績勝是這個比賽的雙冠王

## 比賽成績
表格內馬拉松組時間單位為：時：分'秒"

### 國際組比賽
| 名次   | 男子組             | 男子組   | 女子組           | 女子組   |
| 第一名 | 許績勝             | 2:20'07" | Violetta Kryza   | 2:43'33" |
| 第二名 | Joao Batista Pacau | 2:20'41" | Lutsia Beliaeva  | 2:46'47" |
| 第三名 | Vladimir Epanov    | 2:20'57" | Nina Kovrizhkina | 2:47'32" |

| \| 名次 \| 男子組 \| 男子組 \| 女子組 \| 女子組 \| \| 第一名 \| 許績勝 \| 2:20'07" \| 范玉貞 \| 3:03'53" \| \| 第二名 \| 官原順 \| 2:27'06" \| 李小娟 \| 3:09'30" \| \| 第三名 \| 楊紅煥 \| 2:32'21" \| 司桂美 \| 3:24'11" \| | - 男子組冠軍：張照農（28分41秒） - 女子組冠軍：吳嘉燕（33分56秒） - 男子組冠軍：呂海凌（22分04秒） - 女子組冠軍：王素春（34分49秒） |          |        |          |
| 名次 | 男子組 | 男子組   | 女子組 | 女子組   |
| 第一名 | 許績勝 | 2:20'07" | 范玉貞 | 3:03'53" |
| 第二名 | 官原順 | 2:27'06" | 李小娟 | 3:09'30" |
| 第三名 | 楊紅煥 | 2:32'21" | 司桂美 | 3:24'11" |

## 統計資料

### 參賽人數
- 馬拉松：500人（完跑率65%）
- 10公里路跑：5100人
- 輪椅路跑：11人

### 人力資源
- 警力：360人
- 裁判：240人
- 大會工作人員
  - 飲水供應站：250人
  - 招待、其他服務：160人

### 經費
2000萬元，包含外籍選手出場費、交通及食宿招待費、獎金、宣傳品及布置費、禮品費、工作人員服務費等。

### 交通管制範圍
- 高雄市
  - 新興區
  - 苓雅區
  - 三民區
- 高雄縣
  - 鳥松鄉

## 相關主題
- 台北國際馬拉松比賽
- 台灣馬拉松比賽列表